# Cách mạng Anh
"Cách mạng Anh" đã được sử dụng để mô tả hai sự kiện khác nhau trong lịch sử Anh. Lần đầu tiên được các nhà sử học Whig gọi là Cuộc cách mạng Vinh quang năm 1688, theo đó James II được thay thế bởi William III và Mary II với tư cách là quân chủ và một chế độ quân chủ lập hiến được thành lập.
Tuy nhiên, trong thế kỷ XX, các nhà sử học Marxist đã giới thiệu việc sử dụng thuật ngữ "Cách mạng Anh" để mô tả thời kỳ Nội chiến Anh và thời kỳ thịnh vượng chung Anh (1640, 1616), trong đó Nghị viện đã thách thức chính quyền của vua Charles I, tham gia trong cuộc xung đột dân sự chống lại các lực lượng của anh ta, và xử tử anh ta vào năm 1649. Sau đó là giai đoạn mười năm của chính phủ cộng hòa tư sản, "Khối thịnh vượng chung", trước khi chế độ quân chủ được khôi phục dưới hình dạng của con trai Charles, Charles II, vào năm 1660.